# Crush syndrom
Crush syndrom (také traumatická rabdomyolýza nebo Bywatersův syndrom) je zdravotní stav vznikající dlouhodobým stlačením nebo masivním zhmožděním měkkého svalstva, který je charakterizovaný silným šokem a selháním ledvin. Nejčastěji se vyskytuje při katastrofách, jako je zemětřesení, u obětí, které byly uvězněny pod spadlým zdivem.
Po odstranění tlaku se z poškozených tkání uvolňují produkty rabdomyolýzy: myoglobin, kyselé metabolity a draslík; do poškozené tkáně transuduje tekutina (plazma) za vzniku edému. Úbytek plazmy intravaskulárně vede k rozvoji hypovolemického šoku, poškození ledvin a akutní renální insuficience.
Oběti crush syndromu představují některé z největších výzev v terénní medicíně a mohou být mezi několika málo situacemi, kdy je v terénu zapotřebí lékař. Nejdramatičtějším postupem může být amputace končetiny přímo v místě zásahu. I když je možné pacienta vykopat bez amputace, je nutná vhodná fyziologická příprava.

## Patofyziologie
Japonský lékař Seigo Minami poprvé představil crush syndrom v roce 1923. Studoval patologii tří vojáků, kteří za první světové války zemřeli na selhání ledvin. K renálnímu selhání došlo v důsledku uvolnění methemoglobinu, který byl způsoben destrukcí svalů, což se projevuje také u osob pohřbených naživu. Progresivní akutní selhání ledvin je způsobeno akutní tubulární nekrózou.
Tento syndrom později popsal britský lékař Eric Bywaters u pacientů během londýnského Blitzu v roce 1941. Jedná se o reperfuzní poškození, které se objeví po uvolnění silného tlaku na končetinu. Předpokládá se, že mechanismem je uvolňování produktů rozkladu svalů do krve - zejména myoglobinu, draslíku a fosforu - což jsou produkty rabdomyolýzy (rozklad měkkého svalu poškozeného ischemickými podmínkami).
Specifický účinek na ledviny není zcela objasněn, ale může být částečně způsoben nefrotoxickými metabolity myoglobinu.
K nejničivějším systémovým účinkům může dojít při náhlém uvolnění tlaku, bez řádné přípravy pacienta, což způsobuje reperfuzní syndrom. Kromě tkáně, která je přímo postižena mechanismem rozdrcení, je tkáň po proudu krve podrobena ischemicko-reperfuznímu poškození apendikulárního muskuloskeletálního systému. Bez řádné přípravy může být pacient (s léčbou bolesti) před extruzí veselý, ale krátce po ní zemřít. Tato náhlá dekompenzace se nazývá „usměvavá smrt“.
Tyto systémové účinky jsou způsobeny traumatickou rabdomyolýzou. Jak odumírají svalové buňky, absorbují sodík, vodu a vápník; rabdomyolýza uvolňuje draslík, myoglobin, fosfát, tromboplastin, kreatin a kreatin kinázu.  

## Fáze crush syndromu
Crush syndrom probíhá ve 3 fázích:
1. akutní (1–2 dny) – hypovolemický šok, hyperkalémie, edém končetin (útlak cév a nervů), poškození kůže
2. subakutní (2 týdny) – akutní renální selhání (oligurie až anurie, hyperazotémie, hyperkalémie), demarkace nekróz
3. pozdní – obnovování funkcí ledvin (polyurie, hypostenurie)

## Léčba
Vzhledem k riziku crush syndromu je současným doporučením osobám poskytujícím první pomoc nepropouštět oběti poranění, které byly uvězněny déle než 15 minut.
Léčba spočívá v:
- tlumení bolesti,
- pomalém uvolňování tlaku,
- infúzi alkalizujících krystaloidů a diuretik,
- léčbě hyperkalémie,
- při těžkém poranění končetiny – amputaci.